# Norbert Weisser
Norbert Weisser (n. 9 iulie 1946, Neu-Isenburg, zona de ocupație americană în Germania⁠(d), Germania) este un regizor de teatru, dramaturg, producător de teatru, actor de teatru, film și televiziune american de origine germană.

## Filmografie

### Film
| An   | Titlu                        | Rol                           | Note                   |
| ---- | ---------------------------- | ----------------------------- | ---------------------- |
| 1978 | Expresul de la miezul nopții | Erich                         |                        |
| 1980 | Tărâmul făgăduinței          | Linus                         | nemenționat            |
| 1982 | The Thing                    | Norwegian                     |                        |
| 1982 | Android                      | Keller                        |                        |
| 1983 | Twilight Zone: The Movie     | German Soldier                | (segmentul "Time Out") |
| 1984 | City Limits                  | Bolo                          |                        |
| 1985 | Radioactive Dreams           | Frank Sternwood               |                        |
| 1986 | Three Amigos                 | Nico                          |                        |
| 1987 | Down Twisted                 | Alsandro Deltoid              |                        |
| 1987 | Walker                       | Jared Prange                  |                        |
| 1988 | Sweet Lies                   | Bill                          |                        |
| 1988 | From Hollywood to Deadwood   | Peter Mueller                 |                        |
| 1989 | The Radicals                 | Michael Sattler               |                        |
| 1989 | The Secret of the Ice Cave   | Dr. Victor Talbot             |                        |
| 1990 | Deceit                       | Bailey / Farnsworth III       |                        |
| 1990 | Captain America              | Alaskan Surveyor              |                        |
| 1990 | Midnight Cabaret             | Tony                          |                        |
| 1991 | The Rocketeer                | Zeppelin Pilot                |                        |
| 1992 | Chaplin                      | German Diplomat               |                        |
| 1993 | Hocus Pocus                  | Mr. Binx                      |                        |
| 1993 | Arcade                       | Albert Kroll                  |                        |
| 1993 | Schindler's List             | Unterscharführer Albert Hujar |                        |
| 1994 | The Road to Wellville        | Dr. Spitzvogel                |                        |
| 1995 | The Killers Within           | Bernhard Hiller               |                        |
| 1996 | Adrenalin: Fear the Rush     | Cuzo                          |                        |
| 1996 | Nemesis 3: Prey Harder       | Edson                         |                        |
| 1996 | Omega Doom                   | The Head                      |                        |
| 1996 | Nemesis 4: Death Angel       | Tokuda                        |                        |
| 1997 | Blast                        | Lead Commando                 |                        |
| 1997 | Crazy Six                    | Jerzy                         |                        |
| 1998 | Sorcerers                    | Lord Manor                    |                        |
| 1999 | The Learning Curve           | Usher                         |                        |
| 2000 | Pollock                      | Hans Namuth                   |                        |
| 2001 | Ticker                       | Billy Dugger                  |                        |
| 2004 | Around the Bend              | Walter                        |                        |
| 2005 | Infection                    | Dr. Franks                    |                        |
| 2006 | Cool Air                     | Deltoid                       |                        |
| 2008 | Road to Hell                 | Interrogator Farnsworth       |                        |
| 2009 | Angels & Demons              | Dr. Kozcinsky                 |                        |
| 2010 | Tales of an Ancient Empire   | Xuxia                         |                        |
| 2010 | Being Killed                 | Geoffrey's Dad                |                        |
| 2014 | One Weekend                  | Grandfather                   |                        |
| 2019 | She's in Portland            | Rex                           |                        |
| 2019 | The Laundromat               | Alwin Giordano                |                        |

### Televiziune
| An   | Titlu                                | Rol                    | Note                                             |
| ---- | ------------------------------------ | ---------------------- | ------------------------------------------------ |
| 1977 | The Hardy Boys/Nancy Drew Mysteries  | Gurt                   | 2 episoade                                       |
| 1977 | The Deadly Triangle                  | Ernst Haag             | Film TV                                          |
| 1977 | McNamara's Band                      | Engineer               | Film TV                                          |
| 1978 | Keefer                               | Vorst                  | Film TV                                          |
| 1979 | Barnaby Jones                        | Hans Mueller           | Episodul: "The Protectors"                       |
| 1979 | Lou Grant                            | Robert Bovic           | Episodul: "Bomb"                                 |
| 1979 | Beggarman, Thief                     | Egon Hubisch           | Film TV                                          |
| 1982 | The Greatest American Hero           | Yuri Petchernec        | Episodul: "It's All Downhill from Here"          |
| 1982 | Tales of the Gold Monkey             | Hanus                  | 2 episoade                                       |
| 1983 | AfterMASH                            | Henry Smith            | Episodul: "Klinger vs. Klinger"                  |
| 1984 | Masquerade                           | Lohmann                | Episodul: "Sleeper"                              |
| 1985 | Stark                                | Powell                 | Film TV                                          |
| 1985 | Knight Rider                         | Fredo Lureni           | Episodul: "Knight Racer"                         |
| 1986 | Scarecrow and Mrs. King              | German Officer In Play | Episodul: "All the World's a Stage"              |
| 1986 | Hunter                               | Craig Borson           | Episodul: "Change Partners and Dance"            |
| 1987 | Spies                                | Werner                 | Episodul: "Right or Rong"                        |
| 1989 | A Peaceable Kingdom                  | Rudy Farrell           | Episodul: "Reunion"                              |
| 1990 | The Incident                         | Riefenstahl            | Film TV                                          |
| 1991 | Under Cover                          | Doctor                 | Episodul: "War Game"                             |
| 1991 | Seeds of Tragedy                     | Gunter                 | Film TV                                          |
| 1992 | In the Line of Duty: Siege at Marion | John Singer            | Film TV                                          |
| 1992 | Northern Exposure                    | Reinhart               | Episodul: "The Three Amigos"                     |
| 1994 | Amelia Earhart: The Final Flight     | KLM Mechanic           | Film TV                                          |
| 1995 | My Antonia                           | Otto                   | Film TV                                          |
| 1995 | Inseln unter dem Wind                | Wagner                 | 4 episoade                                       |
| 1996 | Riders of the Purple Sage            | Deacon Tull            | Film TV                                          |
| 1996 | Und tschüss! In Amerika              | Wagner                 | Film TV                                          |
| 1996 | Deutschlandlied                      | Lieutenant Chuccle     | Miniserial                                       |
| 1997 | Aaahh!!! Real Monsters               | Farfegnuton            | Voce, Episodul: "Side by Side/Hooked on Phobics" |
| 1998 | From the Earth to the Moon           | Dr. Wernher von Braun  | Miniserial                                       |
| 1998 | Brimstone                            | Martin Benedict        | Episodul: "Repentance"                           |
| 2001 | Alias                                | Jeroen Schiller        | Episodul: "Doppelgänger"                         |
| 2002 | The Agency                           | Konrad                 | Episodul: "The Understudy"                       |
| 2004 | NCIS                                 | Johannes Rutger        | Episodul: "Left for Death"                       |
| 2004 | ER                                   | Dr. Adler              | Episodul: "Time of Death"                        |
| 2006 | Ghost Whisperer                      | Patrick Roth           | Episodul: "The Curse of the Ninth"               |
| 2008 | Gemini Division                      | Albert Dresner         | 6 episoade                                       |
| 2012 | Breaking Bad                         | Peter Schuler          | Episodul: "Madrigal"                             |
| 2020 | Better Call Saul                     | Peter Schuler          | Episodul: "JMM"                                  |

### Jocuri video
| An   | Titlu                            | Rol           | Note |
| ---- | -------------------------------- | ------------- | ---- |
| 2002 | Medal of Honor: Allied Assault   |               | Voce |
| 2004 | Call of Duty: Finest Hour        |               | Voce |
| 2014 | Wolfenstein: The New Order       | Enemy Soldier | Voce |
| 2017 | Wolfenstein II: The New Colossus | Adolf Hitler  | Voce |

## Teatru
| An        | Titlu                           | Rol                 | Teatru                                             | Note |
| --------- | ------------------------------- | ------------------- | -------------------------------------------------- | ---- |
| 1970-1972 | The Threepenny Opera            | Mac Heath           | Odyssey Theater Ensemble                           |      |
| 1978      | Julius Caesar                   | Decimus Brutus      | The Matrix Theatre Company                         |      |
| 1982-1983 | Mary Barnes                     | Eddie               | Odyssey Theater Ensemble                           |      |
| 1983      | Eminent Domain                  | Victor Salt         | The Matrix Theatre Company                         |      |
| 1983      | Black Hole in Space             | David Reed          | MET Theater                                        |      |
| 1984-1985 | The Coyote Cycle                | The Trickster       | Randall Davey Audubon Estate LA Theater Works      |      |
| 1985      | Three Sisters                   | Vershinin           | Dallas Theater Center                              |      |
| 1993      | The Ramp                        | Friederich          | South Coast Repertory                              |      |
| 1996      | Taking Sides                    | Helmuth Rode        | Brooks Atkinson Theatre                            |      |
| 2000      | The Coyote Cycle                | The Trickster       | Vineyard Playhouse                                 |      |
| 2001      | See Under: Love                 | Neigel              | Traveling Jewish Theater                           |      |
| 2002      | Times Like These                | Oskar Weiss         | Padua Playwrights                                  |      |
| 2003      | Danny Boy                       | Mr. Jones           | Mark Taper Forum                                   |      |
| 2004-2005 | Times Like These                | Oskar Weiss         | Traveling Jewish Theater Capital Repertory Theatre |      |
| 2006      | Clown Show for Bruno            | Bruno Schulz        | Irish Repertory Theatre (22nd Street)              |      |
| 2007      | Silent Partners                 | Hans Eisler         | The Workmen's Circle                               |      |
| 2009      | Charles’ Story                  | Todd                | Pacific Resident Theatre                           |      |
| 2010      | The Fire Raisers                | Gottlieb Biedermann | Odyssey Theater Ensemble                           |      |
| 2012      | Way to Heaven                   | The Commandant      | Odyssey Theater Ensemble                           |      |
| 2013      | The Kepler Project              | Johannes Kepler     | Morrison Planetarium                               |      |
| 2016      | The Gary Plays / Charles’ Story | Todd                | Atwater Village Theater                            |      |
| 2017      | Krapp's Last Tape               | Krapp               | The Odyssey Theater                                |      |